# Paul Gauduchon
Paul Gauduchon (né le 22 mars 1945) est un mathématicien français, spécialiste de la géométrie différentielle.
Gauduchon étudie à partir de 1965 à l'École polytechnique et mène des recherches à partir de 1968 pour le CNRS. En 1975, il a obtenu un doctorat sous la direction d'André Lichnerowicz à l'Université de Paris VII (Sur quelques propriétés des fibrés holomorphes) et d'une habilitation en 1986. Depuis 1990, il est directeur de recherches du CNRS au Centre de mathématiques Laurent-Schwartz de l'École polytechnique.
Il a donné son nom à la métrique de Gauduchon.

## Publications
- avec Marcel Berger, Edmond Mazet Le spectre d'une variété riemannienne, Springer Verlag, Lecture Notes in Mathematics 194, 1971
- Éditeur Harmonic Mappings, Twisters, and O-Models, World Scientific 1988